# Jörg Bong
Jörg Bong (Bad Godesberg, Bonn, 1966) és un escriptor, editor i crític literari alemany, conegut sobretot per la sèrie de novel·les protagonitzada pel comissari Dupin i publicades amb el pseudònim de Jean-Luc Bannalec. Aquesta sèrie ha estat adaptada a la televisió per la cadena pública alemanya ARD. A Catalunya, la sèrie s'ha emès per TV3 a partir de l'octubre de 2021.

## Biografia
Jörg Bong va néixer a Bad Godesberg, un districte urbà de la ciutat de Bonn, l'any 1966, i va estudiar filologia alemanya a la Universitat de Bonn i a la Universitat de Frankfurt. L'any 1997 va començar a treballar a l'editorial S. Fischer Verlag ocupant el càrrec de director editorial des del 2012. A Fisher Verlag va crear les sèries temàtiques Fischer Klassik, Fischer Geschichte i Fischer Jugendbuch. L'any 2019 va renunciar a l'editorial per dedicar-se completament a l'escriptura.
Des del 2012 publica sota el pseudònim de Jean-Luc Bannalec una sèrie de novel·les policíaques protagonitzades pel comissari George Dupin ambientades a la localitat de Concarneau, a la Bretanya, on l'autor és propietari d'una casa.
La sèrie emesa pel canal ARD va ser un èxit de públic a Alemanya, fet que provocà un augment important de turistes alemanys a la Bretanya on està ambientada, tant que l'any 2016 la regió va atorgar-li el premi Mécène de Bretagne, dedicat a persones l'activitat de les quals ha contribuït a la difusió de la influència cultural, turística i econòmica de la regió.

## Obres

### Sèrie Commissari Dupin
Publicades sota el pseudònim de Jean-Luc Bannalec.
- 2012. Bretonische Verhältnisse – Ein Fall für Kommissar Dupin. Kiepenheuer & Witsch, Colònia. ISBN 978-3-462-04406-5
- 2013. Bretonische Brandung – Kommissar Dupins zweiter Fall. Kiepenheuer & Witsch, Colònia. ISBN 978-3-462-04496-6
- 2014. Bretonisches Gold – Kommissar Dupins dritter Fall. Kiepenheuer & Witsch, Colònia. ISBN 978-3-462-04622-9
- 2015. Bretonischer Stolz – Kommissar Dupins vierter Fall. Kiepenheuer & Witsch, Colònia. ISBN 978-3-462-04813-1
- 2016. Bretonische Flut – Kommissar Dupins fünfter Fall. Kiepenheuer & Witsch, Colònia. ISBN 978-3-462-04937-4
- 2016. Bretonisches Kochbuch. Kommissar Dupins Lieblingsgerichte. amb Catherine i Arno Lebossé. Kiepenheuer & Witsch, Colònia. ISBN 978-3-462-04792-9[5]
- 2017. Bretonisches Leuchten – Kommissar Dupins sechster Fall. Kiepenheuer & Witsch, Colònia. ISBN 978-3-462-05056-1
- 2018. Bretonische Geheimnisse – Kommissar Dupins siebter Fall. Kiepenheuer & Witsch, Colònia. ISBN 978-3-462-05201-5
- 2019. Bretonisches Vermächtnis – Kommissar Dupins achter Fall. Kiepenheuer & Witsch, Colònia. ISBN 978-3-462-05265-7
- 2019. Magische Bretagne: Kommissar Dupins Landschaften. Kiepenheuer & Witsch, Colònia. ISBN 978-3-462-05297-8[6]
- 2020. Bretonische Spezialitäten – Kommissar Dupins neunter Fall. Kiepenheuer & Witsch, Colònia. ISBN 978-3-462-05401-9
- 2020. Die schönsten bretonischen Sagen. amb Tilman Spreckelsen, Kiepenheuer & Witsch, Colònia. ISBN 978-3-462-00105-1[7]
- 2021. Bretonische Idylle – Kommissar Dupins zehnter Fall. Kiepenheuer & Witsch, Colònia. ISBN 978-3-462-05402-6
- 2022. Bretonische Nächte – Kommissar Dupins elfter Fall. Kiepenheuer & Witsch, Colònia. ISBN 978-3-462-05403-3